# Daïra de Seriana
La daïra de Seriana est une daïra d'Algérie située dans la wilaya de Batna et dont le chef-lieu est la ville éponyme de Seriana.

## Localisation
La daïra est située au nord de la wilaya de Batna.

## Communes
La daïra est composéé de quatre communes : Lazrou, Seriana et Zanat El Beida.